# Francisco Glicério
Francisco Glicério de Cerqueira Leite (Campinas, 15 de agosto de 1846 — Rio de Janeiro, 12 de abril de 1916) foi um comerciante, professor, advogado, jornalista e político brasileiro. Destacou-se como republicano no fim do século XIX, sendo admitido como a Encarnação do Partido Republicano Paulista ou como o General das 21 brigadas

## Família e formação
Francisco Glicério de Cerqueira Leite nasceu em 15 de agosto de 1846, em Campinas, sendo filho de Antônio Benedito de Cerqueira Leite e de Maria Zelinda da Conceição Cerqueira. Seu pai era descendente de antigas famílias paulistas, os Garcia Velho e os Silva Leme; sua mãe era ex-escrava.
Fez seus estudos primários na sua cidade natal, seguindo para um seminário em São Paulo.
Seguiu para a Faculdade de Direito, em 1862, porém, com o falecimento do pai, voltou para Campinas, com dificuldades financeiras.
Ao lado de alguns amigos, como Campos Sales e Rangel Pestana, tornou-se um fervoroso propagandista republicano.

## Trabalhos e casamento
Conseguiu um emprego numa tipografia, em Campinas, sendo promovido, depois, a revisor de jornal; chegou a trabalhar, também, como comerciário. O compadre de seu pai, o fazendeiro republicano Francisco de Paula Sales, pai de Campos Sales, ofereceu-lhe o emprego de professor de primeiras letras, em São João do Rio Claro, do qual aceitou. Ao voltar para Campinas, virou escrevente de cartório e depois recebeu o título de "advogado provisionado". Na função de advogado, estudou diversos sistemas de organização política, reforçando seus ideais. Em 1867, entrou para a recém-fundada Loja Maçônica Independência de Campinas.
Era casado com Adelina Melloni, de origem francesa. Tinha como filhos: Clotilde Glicério de Freitas, casada com o dr.Uladisláu Herculano de Freitas Guimarães, grande político paulista; Dr. Clóvis Glicério, engenheiro industrial, casado com Lucilla Rocha Glicério; Henriqueta Glicério; por fim, Maria Zelinda Glicério.

## O Clube Radical e o ideal republicano
Em 1868, entrou no Clube Radical, ao lado dos amigos Luís Gama, Bernardino de Campos, Prudente de Morais, Américo de Campos, Antônio Lobo, Martinho Prado Júnior e Campos Sales. O grupo era republicano e abolicionista. No ano seguinte, surge o Radical Paulistano, jornal vinculado ao grupo, além do Gazeta de Campinas, fundado pelo mesmo fundador do Correio Paulistano, situado na capital. Trabalhariam, na redação do segundo, Francisco Glicério e Campos Sales.
Apesar da mais ampla liberdade de opinião vigente no Segundo Reinado, nunca se havia pensado na criação de um Partido Republicano. Somente no ano do término da Guerra do Paraguai, alguns liberais aliados a alguns jovens que ainda não haviam participado de atividades políticas assinaram, em 3 de dezembro de 1870, um manifesto republicano, fundando um clube e um jornal com essa tendência política. A partir disso, surge o Partido Radical que recebeu adesões em boa parte da província.
Em 1871, Glicério estabelece um escritório de advocacia, é eleito segundo-secretário da Sociedade Propagadora da Instrução, além de assumir como secretário da Santa Casa de Misericórdia e participar da fundação da Companhia Paulista de Estradas de Ferro. Fez parte, também, da organização da Companhia Campineira de Águas e Esgotos, uma iniciativa privada ao combate da febre amarela. Ainda fundaria, ao lado do velho amigo Campos 
Sales e de dissidentes de partidos monarquistas, o Colégio Culto à Ciência. Assim, Francisco Glicério construiu sua popularidade e o republicanismo em sua província.
Em 18 de abril de 1873, participou da célebre Convenção de Itu e, em 1° de julho, de uma convenção na cidade de São Paulo. Ao lado de diversos políticos, assinou o manifesto do Partido Republicano Paulista. Glicério ficou conhecido como o maior propagandista republicano de São Paulo; Glicério era a encarnação do Partido Republicano Paulista. O partido tentou comprar o Correio Paulistano, tentativa falha que resultou na fundação do jornal A Província de São Paulo, oficial do PRP, que começou a circular em 1875 e que originou O Estado de S. Paulo.
Glicério foi responsável por organizar o Diretório Republicano de Campinas. Apesar da fracassada eleição de 1876, que não rendeu a eleição de sequer um deputado, tanto geral quanto provincial, Campos Sales foi eleito para a Câmara Municipal de sua cidade natal, graças aos esforços do advogado. Todavia, não desistiu da campanha, passando a disseminar, mais ainda, seus ideais para diversos jornais, dentre eles o Jornal do Comércio, no Rio de Janeiro. Ademais, conquistou diversos jovens do interior paulista, como Júlio de Mesquita, Carlos de Campos, Alfredo Pujol e Alberto Sarmento, conhecidos como os mosqueteiros de Glicério.
Em 1878, uma empresa de tração de animais, foi fundada em Campinas, contando com o apoio e investimento de Glicério, que logo no ano seguinte passou a integrar a direção. Em 1881, foi eleito vereador em Campinas.

## Carreira Política no Império

### Vereador em Campinas
Eleito em 1881, continuou como grande articulador republicano em São Paulo, elegendo, em 1882, seis deputados provinciais. Após a vitória, organizou-se uma comissão para organizar as celebrações, em Campinas, da qual Glicério compôs. Os resultados continuaram sendo esperançosos, pois, em 1884, foram eleitos três deputados federais, entre eles: Prudente de Morais e Campos Sales, ambos por São Paulo. Deixou o cargo em 1884, após o término da legislatura.

## O Golpe da República
Em 1887, quando Dom Pedro II estava doente na Europa, reuniu-se com Júlio de Castilhos, líder republicano gaúcho, na expectativa de pressionar a princesa Isabel sobre a abolição.Assim como foi feito em São Borja, Glicério leu, em 1888, um manifesto do Diretório de São Paulo, propondo ao povo que em caso de morte do imperador, todos fossem convocados para decidir se queriam o terceiro Reinado da princesa Isabel, ou um novo regime. No mesmo ano, evitando uma catástrofe maior, foi assinada a Lei Áurea, extinguindo a escravidão no Brasil.
Em 1889, tentou se eleger deputado geral, perdendo para um candidato conservador, apoiado por partidários e liberais. Após o fracasso republicano com o povo, era hora de dar um golpe. No início de novembro, foi à cidade de São Paulo, onde se reuniu com Campos Sales e Bernardino de Campos. Lá, recebeu notícias da Corte, encaminhadas por Aristides Lobo. Foi direto ao Rio de Janeiro, e, em 10 de novembro, reuniu-se na casa do marechal Deodoro da Fonseca, onde se encontrava Aristides Lobo, Quintino Bocaiuva, Ruy Barbosa, o coronel Benjamin Constant, o major Frederico Sólon de Sampaio Ribeiro e o tenente João Tomás de Cantuária. Nessa noite, decidiu-se a ruína do Império Brasileiro e o início da República.

## Carreira Política na República

### Vice-presidente de São Paulo
Desferido o Golpe da República, em 15 de novembro de 1889, estava na hora de formar um governo provisório. Em reunião na casa de Aristides Lobo, no mesmo dia, Glicério logo foi indicado para o Ministério da Agricultura, Comércio e Obras Públicas, cargo que recusou e indicou para o jornalista republicano gaúcho Demétrio Nunes Ribeiro. Ainda teria indicado Quintino Bocaiuva para o Ministério das Relações Exteriores, Aristides Lobo para o Ministério do Interior e seu velho amigo Campos Sales para o Ministério da Justiça.
Em 17 de novembro, Glicério retorna a São Paulo, no intuito de organizar a política do estado. No dia anterior, uma junta governativa havia sido formada, com o deputado Prudente de Morais, o jornalista Rangel Pestana e o coronel Joaquim de Souza Mursa. Em dezembro, Prudente assumiria o governo paulista, por decreto federal, e Glicério se tornaria seu vice-presidente, juntamente com Luís Pereira Barreto.

### Ministro da Agricultura, Comércio e Obras Públicas
Devido aos desentendimentos entre Demétrio Ribeiro e o Marechal Deodoro, Glicério foi nomeado para a pasta, assumindo em 31 de janeiro de 1890. No cargo, tratou de resolver diversos problemas:
• Os relacionados à imigração, organizando o Serviço de Introdução e Localização de Imigrantes do Brasil;
• Os relacionados à colonização de algumas regiões, reorganizando a Inspetoria Geral das Terras e Colonização;
• Os gerados pelo desgaste do setor de comunicação, regulamentando a Repartição Geral de Telégrafos;
• Os relacionados à ineficiência de seu próprio ministério, criando um novo regulamento para a pasta;
• Os gerados pelo desgaste do setor ferroviário, criando um novo regulamento para a Estrada de Ferro Central do Brasil, aprovando estudos para o prolongamento do ramal ferroviário entre Ouro Preto e Mariana e concedendo o direito de aposentadoria para funcionários ferroviários;
• Os gerados pelo desgaste do setor de navegação, organizando o Lloyd Brasileiro e a Inspetoria de Portos e Obras Públicas Federais de Pernambuco, criando a Comissão de Melhoramentos dos Portos e Canais Marítimos do Paraná e Santa Catarina e seu regulamento e dividindo o litoral do Brasil em seis distritos marítimos, criando uma inspetoria em cada um deles;
• Os relacionados ao Distrito Federal, preocupando-se com o arrasamento do Morro de Santo Antônio e organizando o Jardim Botânico;
•Os relacionados à agricultura, reorganizando a Estação Agrônoma de Campinas, sua cidade natal.
Em junho do mesmo ano, assumiria o Ministério da Justiça, interinamente, enquanto seu amigo Campos Sales se recuperava de uma doença. Em 18 de junho de 1890, recebeu as honras de general pelo serviço prestado à República. Os outros ministros civis, por decreto do mesmo dia, também receberam as honras, porém, essas só seriam aplicadas a Glicério.

### Deputado Federal
Foi eleito deputado constituinte por São Paulo, em 15 de setembro de 1890, exercendo o cargo, a partir de 15 de novembro, juntamente com a função de ministro. Todavia, renunciaria ao ministério em 22 de janeiro de 1891 numa ação coletiva contra o Marechal Deodoro da Fonseca, sendo substituído pelo Barão de Lucena, de caráter provisório.
Após essa grande renúncia, estava claro que o governo do marechal estava em ruínas. Com a promulgação da Constituição de 1891, uma eleição no Congresso fora organizada, no dia 25 de fevereiro, para eleger o presidente e vice-presidente. Os políticos paulistas apoiaram o presidente da Assembleia Constituinte, Prudente de Morais, que fora derrotado pelo marechal. A oposição conseguira eleger, porém, o Marechal Floriano Peixoto para a vice-presidência da República. Durante as eleições, Glicério se opôs fortemente ao clima de polarização que poderia destruir a República.
Após a bancada paulista, em suma, ter apoiado Prudente de Morais, Deodoro resolve exonerar, no dia 4 de março, o presidente estadual Jorge Tibiriçá, do PRP, surpreendendo os políticos paulistas. Em seu lugar, o marechal nomeu o político Américo Brasiliense. Apenas 15 dias depois, Glicério vai à casa de Campos Sales, em São Paulo, para discutir a eleição para o Congresso Constituinte do estado. O PRP organizou uma comissão para as eleições, da qual Glicério fez parte. Ademais, Glicério também passaria a compor a comissão-diretora do partido, tendo, agora, ainda mais influência na política.
Em maio de 1891, começara a legislatura ordinária, a 22ª Legislatura, de 1891 a 1893. A legislatura anterior havia sido de caráter constituinte. Após o estabelecimento do Congresso, Deodoro passou a ter cada vez mais embates com os parlamentares, levando ao Golpe de Três de Novembro. Todavia, após a Revolta da Armada, o marechal teve de entregar o governo.
Com a queda de Deodoro e a ascensão do Marechal Floriano Peixoto, os governos deodoristas entraram em crise. Após diversos conflitos, Américo Brasiliense deixa o executivo estadual, passando-o para o major Sérgio Castelo Branco, que o passou para o então vice-presidente estadual, José Alves de Cerqueira César.
Em 1892, Aristides Lobo é eleito senador, passando a liderança da maioria para Glicério. Como líder, defendeu o governo de Floriano, defendendo-o abertamente no Congresso e estabelecendo contato direto com o presidente. Em 1893, fundou, numa reunião presidida por Saldanha Marinho, no Ministério do Interior, o Partido Republicano Constitucional, PRC, mais tarde nomeado de Partido Republicano Federal, do qual passou a chefiar. O partido foi criado a partir da fusão do PRP e com outros clubes estaduais. Agora, haveria um partido de projeção nacional.
Rapidamente, o partido conquistou diversos políticos, como Prudente de Morais, então senador por São Paulo, Aristides Lobo, então senador pelo Distrito Federal, Quintino Bocaiuva, então senador pelo Rio de Janeiro, Raimundo Nina Ribeiro, então senador pelo Pará, Joaquim Pernambuco, então senador por Pernambuco, João Cordeiro, então senador pelo Ceará — sendo que todos esses últimos 3 senadores não estiveram na cerimônia de fundação —, Manuel Vitorino, então senador pela Bahia, Severino Vieira, então deputado pela Bahia, Artur César Rios, então deputado pela Bahia — que, assim como Nina Ribeiro, Joaquim Pernambuco e João Cordeiro, não esteve presente na fundação —, Francisco de Assis Rosa e Silva, então deputado por Pernambuco, Lauro Sodré, então presidente do Pará, entre outros.
O partido aglomerou congressistas dos 20 estados e do Distrito Federal, tornando Glicério o general das 21 brigadas. Em setembro de 1893, formou-se uma comissão executiva provisória para o partido, sendo membros: Francisco Glicério, Aristides Lobo, Quintino Bocaiuva, Nina Ribeiro,  Joaquim Pernambuco, Artur Rios e João Cordeiro. Aproximando-se as eleições de 1894, o PRF deveria lançar uma candidatura. Apoiado por Glicério, lançou-se a chapa Prudente de Morais–Manuel Vitorino. Por mais que, em 1891, Francisco não tivera apoiado Prudente, agora, achara justa sua candidatura, sendo um dos maiores articuladores de sua campanha.
Ainda em setembro, eclodiu a Segunda Revolta da Armada, dessa vez contra o Marechal Floriano Peixoto. Glicério opôs-se aos revoltosos, permanecendo ao lado do marechal. Em 1º de março de 1894, Prudente de Morais conquista a presidência, enquanto Glicério é reeleito para a 23ª Legislatura, de 1894-1896. No exercício dessa legislatura, foi contra a anistia, tanto ampla quanto parcial, aos revoltosos da armada e da Revolução Federalista, pauta defendida por Prudente, já ocupante da cadeira presidencial. Antes de chegar à Câmara, o Senado rejeitou a anistia. Mesmo divergindo em alguns pontos com o presidente, Glicério, na função de presidente do partido e líder da maioria, tentou, ao máximo, estabelecer certo diálogo e defender o governo. Porém, após o ocorrido, a amizade entre Glicério e Prudente se abalou.
Com a posse interina de Manuel Vitorino, em 1896 — por conta do afastamento de Prudente após esse ser acometido de uma doença —, Glicério continuou em defesa do governo de seu partido. Ainda nesse ano, o general pediu ao deputado Artur Rios que operasse ao lado do presidente da Bahia Luís Viana para barrar a candidatura do então deputado pelo estado J. J. Seabra, que buscava reeleição. O motivo era que Seabra se tornara ferrenho opositor das ações de Glicério. Porém, o deputado tinha apoio do vice-presidente da República Manuel Vitorino e de seu tio, o ministro da Marinha Manuel José Alves Barbosa, o que lhe garantiu a reeleição.
Reeleito para a 24ª Legislatura, de 1897-1899, presenciou a volta de Prudente, em 3 de março de 1897, e o aumento da oposição. Em decorrência da eclosão de uma revolta de cadetes, de caráter federalista, numa Escola Militar no Rio Grande do Sul,  o deputado J. J. Seabra apresentou um voto de solidariedade com o objetivo de criar uma comissão para congratular o presidente da República no dia 28 de maio. A moção, porém, não passava de uma armadilha criada pelos deputados Rosa e Silva e Artur Rios que pretendiam afastar Glicério do governo após rumores de que o general tivera por trás da revolta dos cadetes. Sinalizado por Rosa e Silva, Rios tratou de convocar o ressentido Seabra para apresentar a moção e deixar Glicério em difícil posição: declarar apoio ao presidente, sua obrigação como líder da maioria — cargo que já ocupava há um tempo —, ou declarar apoio à causa dos revoltosos, o que o obrigaria a ser afastado do cargo. Surpreendido, Francisco Glicério optou por contrariar o deputado, levando a proposta a ser rejeitada.
A relação entre Prudente e Glicério já era instável; Prudente defendia posições mais diplomáticas, liberais; Glicério defendia posições mais autoritárias que marcaram os governos militares anteriores. Após os esforços do deputado para barrar a medida de Seabra e de o general chamar a Escola Militar de reduto das glórias republicanas, Prudente rompe com Glicério, e Artur Rios renuncia à presidência da Câmara. Após a renúncia do deputado baiano, Glicério resolve lançar candidatura à presidência da casa. Artur Rios, que havia renunciado, lança candidatura com o apoio de Prudente, que chegou a mandar telegrama para Campos Sales, então presidente de São Paulo, pedindo votos da bancada paulista. Campos Sales, por sua vez, tentou impedir a cisão, indo ao Rio de Janeiro para acalmar ambos os lados; não adiantou: Artur Rios venceu a disputa e o PRF entrou em grave cisão.
A cisão do PRF comprometeu o Congresso. Após a acirrada disputa, diversos deputados, solidários à Glicério, renunciaram ao comando das suas respectivas comissões. Em 7 de julho de 1897, o PRP  convocou uma reunião para discutir a convocação de um congresso partidário. Campos Sales tentou impedir a convocação, ato falho. Mesmo após de diversos confrontos, Glicério decide não renunciar à presidência sendo demitido dias depois e substituído por João Batista Melo de Oliveira.
Em 5 de novembro de 1897, o presidente da República fora receber os militares que voltavam da Guerra de Canudos. Durante a cerimônia, sofrera um atentado que resultara na morte de seu ministro da guerra, Carlos Machado de Bittencourt. Durante a investigação, o delegado responsável pelo inquérito incriminou diversos políticos, entre eles Francisco Glicério, Manuel Vitorino e Pinheiro Machado, então senador pelo Rio Grande do Sul.
Glicério, realmente, havia tomado ciência do atentado, mas tentara avisar Prudente de Morais de diversos modos. Todavia, mesmo assim, chegara um pedido de licença na Câmara para que o deputado pudesse ser processado. Diversos políticos defenderam Glicério: Pandiá Calógeras, então deputado por Minas Gerais, João Galeão Carvalhal, então deputado por São Paulo, Nilo Peçanha, então deputado pelo Rio de Janeiro, Manuel Vitorino de Paula Ramos, então deputado por Santa Catarina, Alexandre Cassiano do Nascimento, então deputado pelo Rio Grande do Sul, Artur Pinto da Rocha, então deputado pelo Rio Grande do Sul, e Serzedelo Correia, então deputado pelo Pará. Porém, o ressentido J.J. Seabra fez um grande discurso contra ele, chamando-o de assassino. Após muita discussão, o pedido de licença foi rejeitado. Estado presente na sessão, Francisco Glicério discursou em sua defesa:

“Chamado de assassino, e assassino do presidente da República, que todos sabem que foi meu amigo particular, sobre cuja honra jamais proferi uma palavra e que no momento angustioso em que desconfiei que se lhe poderia tirar a vida, fui avisá-lo com o risco de comprometer a minha responsabilidade política, não me abate a infamante qualificação. (...) Mas a Câmara me permitirá a liberdade de retirar-me, porque no convívio dos legisladores da República não encontrei a força moral para desagravar-me.”
Após o discurso, retirou-se, em companhia de mais 40 deputados, do recinto e passou a mal frequentar as sessões seguintes.
Em 1898, apoiou Lauro Sodré para a presidência, enquanto Prudente e o PRP apoiaram o velho Campos Sales, que foi eleito. Na presidência da comissão diretora do PRP, Bernardino de Campos tentou minar todo o poder de Glicério. Todavia, Glicério conseguiu se eleger deputado para mais uma legislatura, de 1900-1902. Sua legislatura, porém, foi barrada pela Comissão de Verificação dos Poderes, comandada pelas elites que não viam mais Glicério como aliado da sigla que comandava; sofrera com a temida degola. Após o ocorrido, afastou-se da política, voltando à advocacia, em Campinas.

### Senador Federal
Durante o governo Campos Sales (1898-1902), o Partido Republicano Federal fora extinto e a política, tanto a paulista quanto a nacional, ganhou ares harmônicos.  A partir disso, o advogado paulista fora convidado a voltar à cena política, dessa vez como senador, para a 26ª Legislatura, de 1903 a 1905. Fora eleito meses após a eleição do então presidente de São Paulo Rodrigues Alves para a presidência da República e, por ele, seria empossado líder da maioria no Senado.
Na função, defendeu o senador pelo Pará e velho amigo Lauro Sodré, preso por se envolver na Revolta da Vacina, em 1904. Em sua substituição, tornou-se grão-mestre da loja maçônica Grande Oriente do Brasil. Ademais, participou da discussão do Código Civil Brasileiro, juntamente com o jurista Clóvis Beviláqua, e defendeu a reforma do Ministério das Relações Exteriores, exigida pelo titular José Maria da Silva Paranhos Júnior. Também voltou a desempenhar forte papel no PRP, voltando a ser membro da comissão diretora e presidente do partido, entre 1904 a 1906.
Com as eleições de 1906 se aproximando, Rodrigues Alves apoiou o então senador por São Paulo Bernardino de Campos para a sucessão. Todavia, sua candidatura não fora para frente, levando os mineiros a organizar a candidatura do então vice-presidente da República Afonso Pena. Foi papel do general Glicério avisar Rodrigues Alves da situação e apoiar uma possível candidatura de Campos Sales. Indo contra as elites, o presidente permaneceu ao lado de Bernardino, enquanto o general passou a apoiar a candidatura de Afonso Pena, do Partido Republicano Mineiro, e do então presidente do Rio de Janeiro Nilo Peçanha, do Partido Republicano Fluminense.
Reeleito para a 27ª Legislatura, de 1906 a 1908, integrou a Comissão de Finanças, tornando-se relator do orçamento do Ministério das Relações Exteriores e presidindo a comissão. Por sugestão sua, formou-se a coligação O Bloco, dirigida pelo então senador pelo Rio Grande do Sul Pinheiro Machado, em apoio à candidatura mineira.
Durante o segundo governo de Jorge Tibiriçá em São Paulo, de 1904 a 1908, uma forte crise, em 1906, assomara o café. As produções excessivas geraram uma desvalorização acentuada e, como consequência, uma crise no Congresso. O então deputado por Minas Gerais Davi Campista, do PRM, propôs, como solução, a criação da Caixa de Conversão, apoiada por Glicério e pelo governo paulista, mas rejeitada pelo governo federal. As discussões levaram ao Convênio de Taubaté, organizado entre Jorge Tibiriçá, presidente de São Paulo, Francisco Antônio de Sales, presidente de Minas Gerais, e Nilo Peçanha, presidente do Rio de Janeiro, no mesmo ano. Apesar de defendida por Glicério e pela bancada paulista, Rodrigues Alves rejeitou a proposta, levando o governo à ruína. Em retaliação, Tibiriçá pediu a ruptura de Glicério com o governo, ideia rejeitada por Pinheiro Machado e pelo próprio general. 
Reeleito para a 28ª Legislatura, de 1908 a 1911, apoiou a candidatura do marechal Hermes da Fonseca, em 1910, contrapondo os aliados paulistas apoiadores da Campanha Civilista, de Ruy Barbosa. Com a eleição do marechal, voltou a liderar a maioria, de situação, no Senado. Todavia, após eleito para a 29ª Legislatura, de 1912 a 1915, aliou-se à oposição e passou a organizar um partido que se oporia, a nível nacional, ao Partido Republicano Conservador.
Aproximando-se as eleições de 1914, o então presidente de São Paulo, Rodrigues Alves, apoiou a candidatura do então senador por São Paulo Campos Sales, do PRP, e do então vice-presidente Venceslau Brás, do PRM. A candidatura era pertinente, contando com apoio das elites do Rio de Janeiro e de Pernambuco. Todavia, a morte inesperada de Campos Sales fez com que a bancada paulista cogitasse a atribuição da presidência a Venceslau Brás e da vice-presidência ao velho senador Pinheiro Machado.
O então deputado federal por São Paulo Rodrigues Alves Filho, do PRP, a pedido do próprio pai, contatou Glicério sobre essa possibilidade. O general contatou o deputado por São Paulo Cincinato Braga que, por sua vez, informou que, após conversar com o presidente de Minas Gerais Bueno Brandão, amigo íntimo de Venceslau Brás, as elites mineiras não estavam dispostas a aceitar tal proposta. A má fama do senador era atribuída, principalmente, ao governo hermista e à Política das Salvações.
Em 1913, o então senador Bueno de Paiva e os deputados Sabino Barroso, Álvaro Botelho e Francisco Bressane, todos por Minas Gerais, reuniram-se com os governos estaduais para decidirem por um sucessor. Em confidência, Bueno de Paiva falou a Glicério que os delegados mineiros estavam dispostos a aceitar uma chapa Ruy Barbosa-Francisco Glicério. O comentário tinha como objetivo sondar a bancada paulista sobre seus interesses, já que os mineiros tinham a intenção de lançar Venceslau Brás.
 Por fim, Venceslau Brás ascendeu à presidência, enquanto o então senador pelo Maranhão Urbano Santos, também do PRM, ascendeu à vice-presidência.
Ainda em 1914, enquanto era presidente da Comissão de Constituição e Justiça do Senado, o general recebeu um projeto de emenda, cujo relator era o deputado pelo Piauí Félix Pacheco, que visava beneficiar unicamente o deputado Rodrigues Alves Filho, impedido de assumir a 30ª Legislatura por uma regulação ética do Congresso, a qual queria mudar. Numa demonstração de poder, o senador Pinheiro Machado desestabilizou a comissão, pedindo para seus aliados votarem contra a medida. Após ser rejeitada, o senador gaúcho reconvocou a comissão, pedindo, agora, pela aprovação da medida, dessa vez aprovada. Com isso, o político demonstrou que o deputado paulista só continuaria com seu mandato por ordem dele, o que estressou o general Glicério.
Reeleito para a 30ª Legislatura, de 1915 a 1917, o general ascendeu a presidência da comissão diretora do PRP, após o falecimento de Bernardino de Campos.
Faleceu em 12 de abril de 1916, no Rio de Janeiro, em exercício de seus respectivos cargos.

## Legado
Dá nome a diversos logradouros brasileiros, como a avenida Francisco Glicério, importante via do centro de Campinas (SP), as ruas General Glicério, no centro da cidade de São José do Rio Preto (SP) e de Santo André (SP), Baixada do Glicério, um bairro da cidade de São Paulo, além de uma importante avenida na cidade de Santos, litoral de São Paulo e de uma das principais ruas do município de Suzano, na Região Metropolitana de São Paulo.

## Galeria de imagens

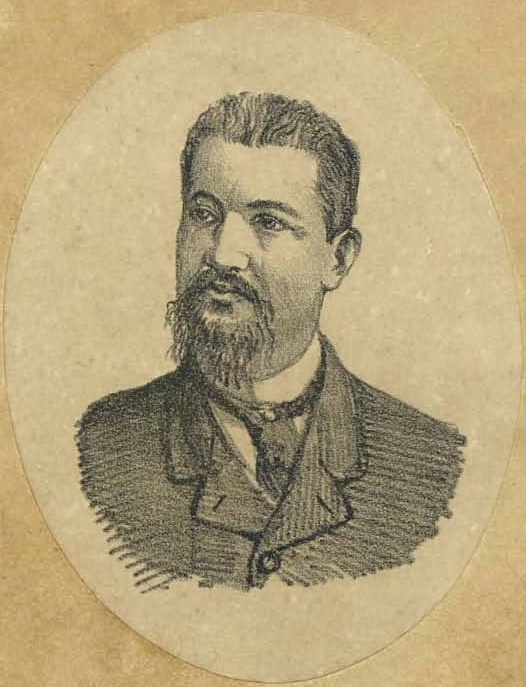
Dr. Francisco Glicério (Galeria historica da revolução brazileira).
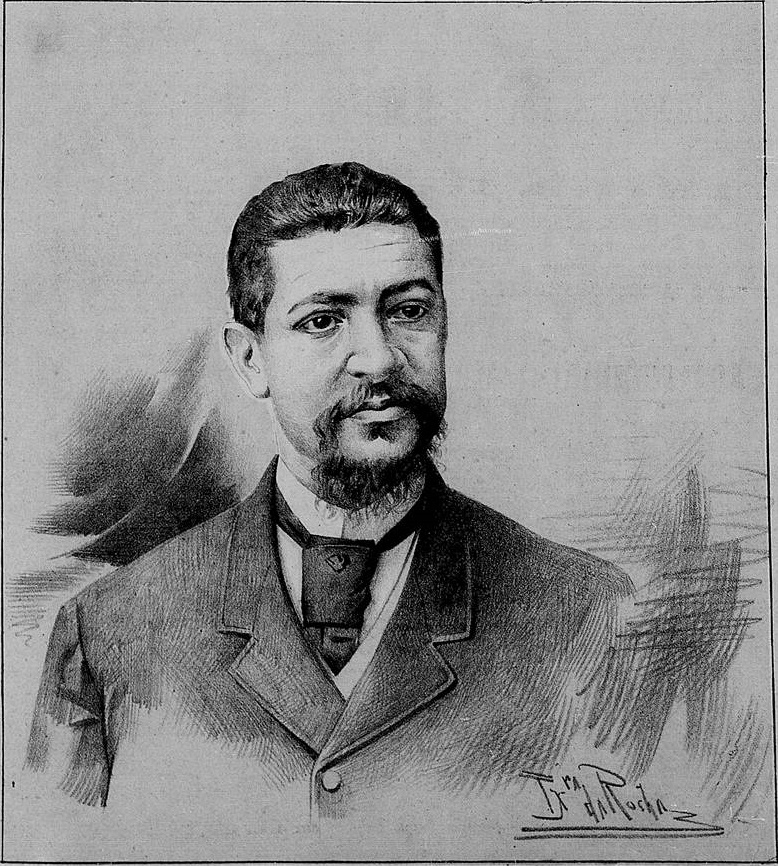
Francisco Glicério na capa da Vida Fluminense, de 8 de fevereiro de 1890 (Teixeira da Rocha).
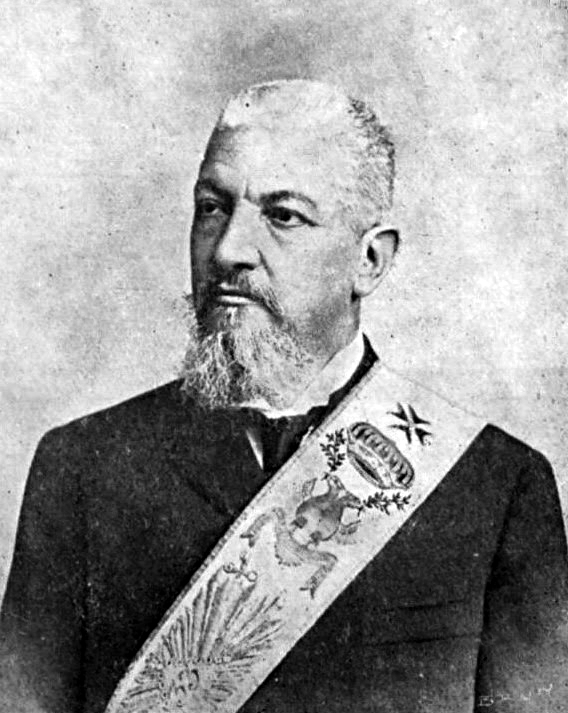
Francisco Glicério.
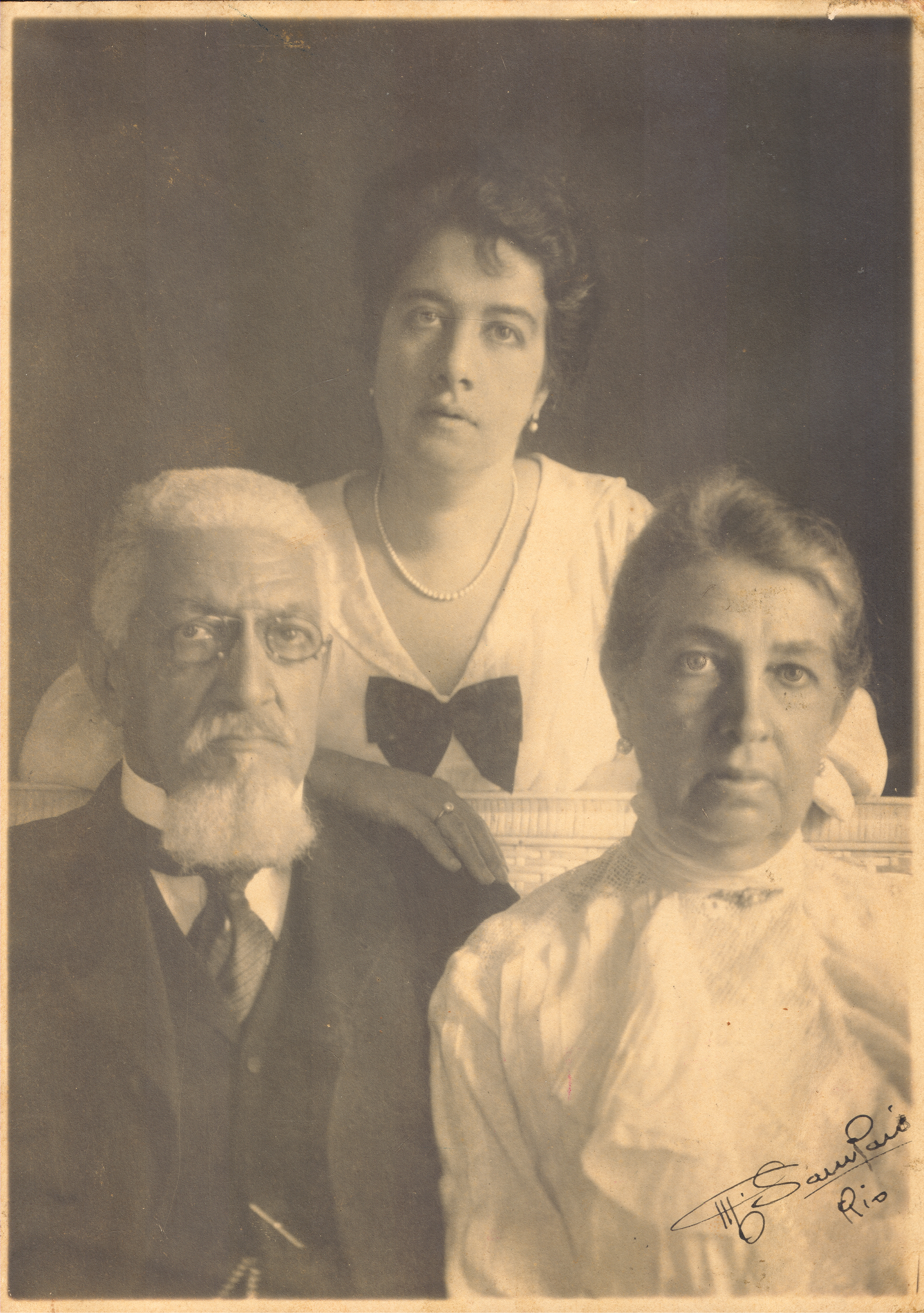
Retrato de Francisco Glicério e família.
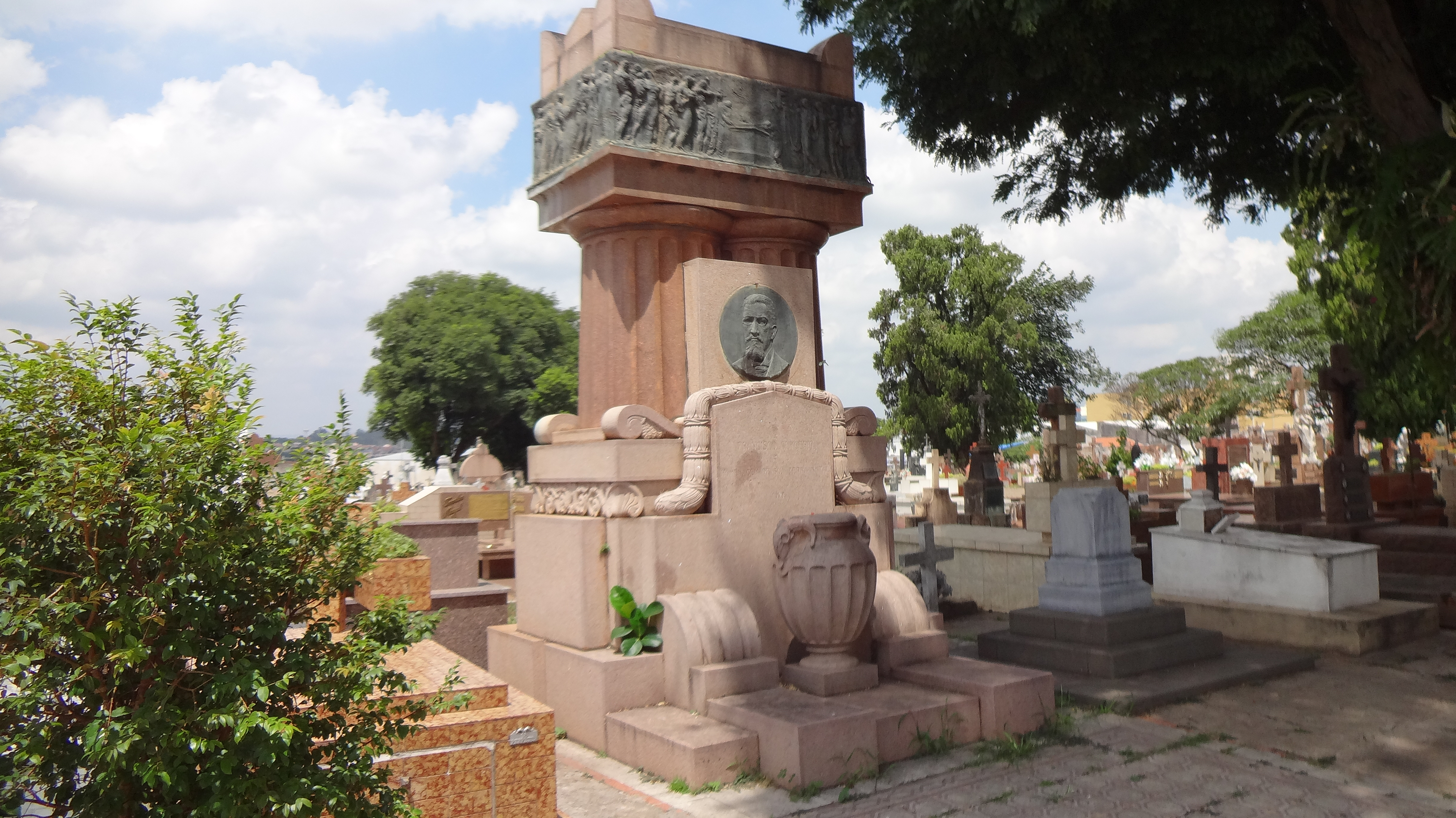
Túmulo de Francisco Glicério no Cemitério da Saudade em Campinas